# Distretto di Pucyura
Il distretto di Pucyura è un distretto della provincia di Anta, in Perù.